# Janduís
Janduís is een gemeente in de Braziliaanse deelstaat Rio Grande do Norte. De gemeente telt 5.562 inwoners (schatting 2009).